# Santo Antônio de Jesus
Santo Antônio de Jesus és un municipi de l'estat de Bahia, situat al Reconcavo Sud. La seva població, segons les dades de l'IBGE, el cens nacional realitzat el 2010, va ser de 90.985 habitants. Té importància com a centre comercial i de serveis a tot el Recôncavo, que és considerada la "Capital de la Reconcavo". Anualment acull fires estatals, que atrau milers de visitants.